# استعمار النظام الشمسي الخارجي

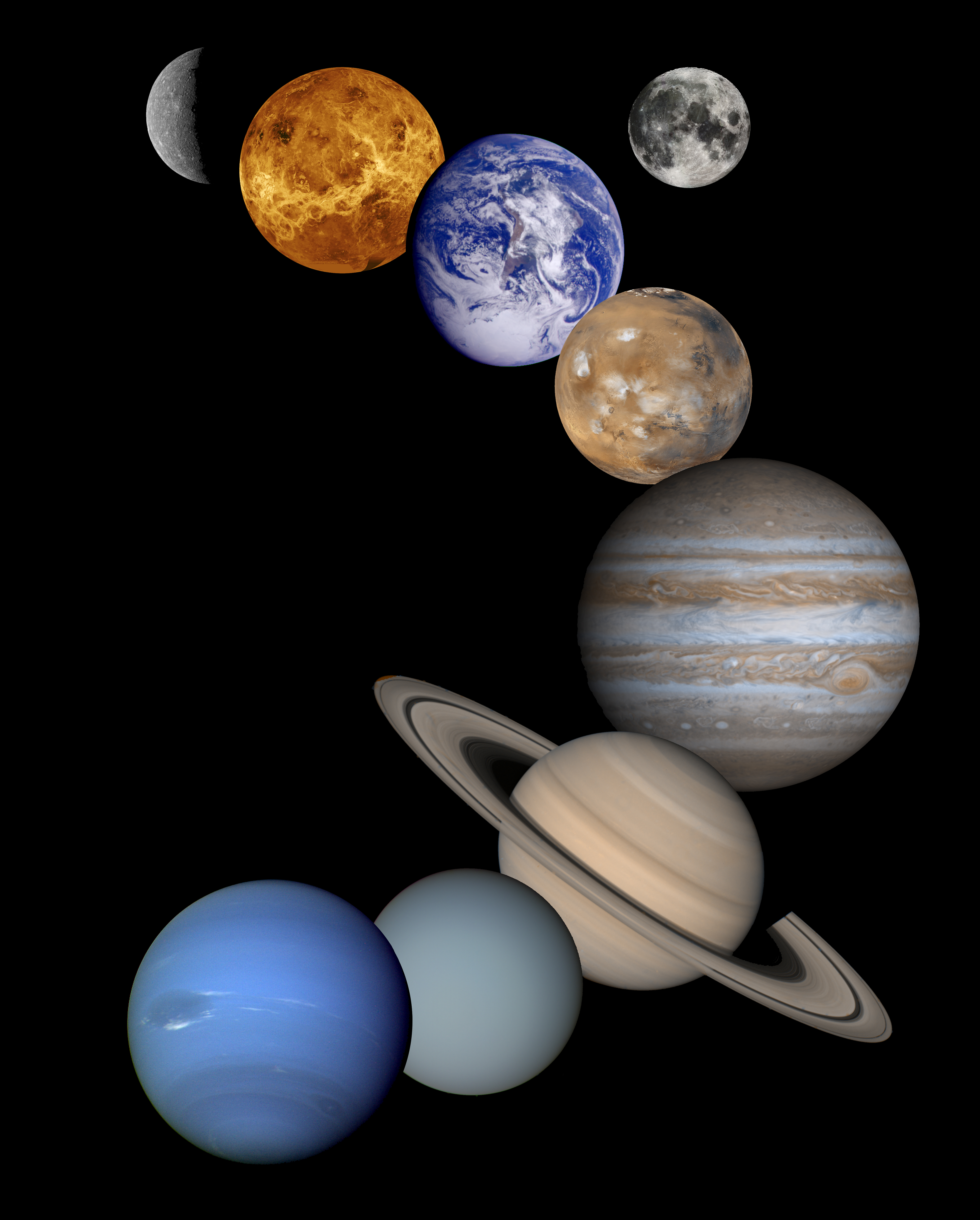

يُنظر إلى العديد من الأجزاء في النظام الشمسي الخارجي كأماكن محتملة لإنشاء مستعمرات فضائية. فأغلب الأقمار التابعة للكواكب الخارجية تحتوي على مياه متجمدة ومياه سائلة ومركبات عضوية والتي من الممكن أن تكون مفيدة في تعزيز الحياة البشرية.
من الممكن أن تعمل المستعمرات في النظام الشمسي الخارجي كمراكز للملاحة الطويلة في الكواكب و الأقمار الأخرى، وخاصة للتحكم بالأجهزة الآلية من قبل الإنسان دون التأخير الزمني الطويل الحاصل عند التواصل مع الأرض.
كما توجد اقتراحات لوضع مناطيد آلية في الغلاف الجوي العلوي للكواكب الغازية العملاقة في النظام الشمسي من أجل الاستكشاف أو ربما لاستخراج غاز الهليوم-3، والذي من الممكن أن يكون له قيمة عالية للغاية باعتباره وقوداً نووياً.

## نظام كوكب المشتري
يمتلك نظام كوكب المشتري بشكل عام عيوب استعمارية معينة، والتي تتضمن بيئة شديدة الإشعاع وقوة جاذبية عالية. فمن الممكن أن يسلط قدر من الإشعاع يبلغ حوالي 3,600 rems  في اليوم الواحد على سكان المستعمرات الغير محصنين في قمر آيو وحوالي 540 rems في اليوم الواحد على السكان الغير محصنين في قمر أوروبا. يعد التعرض إلى أكثر من 75  ريم خلال عدة أيام أمر كافي للإصابة بتسمم إشعاعي، والتعرض إلى أكثر حوالي rems 500 خلال بضعة أيام يعتبر أمر مميت.
لا يعد كوكب المشتري بحد ذاته مرشحاً جيداً للاستعمار، كبقية الكواكب الغازية العملاقة، فهو لا يحتوي على سطح مناسب للهبوط عليه، ولا يوفر غلافه الهيدروجيني الخفيف بيئة جيدة لإنشاء مواطن جوية كالتي تم اقتراحها لكوكب الزهرة.

### آيو
لا يعد قمر آيو مثاليا للاستعمار نظراً لبيئته القاسية، نظرا لوجوده تحت تأثير قوة اجتذاب عالية، والتي تسبب نشاط بركاني مرتفع على سطحه. كما أن الحزام الإشعاعي الهائل لكوكب المشتري يلقي بظلاله على قمر آيو، ناقلاً rems 3,600 في اليوم الواحد تكون مسلطة على القمر. كذلك يعد آيو قمر شديد الجفاف، لذا فإنه يُعد المكان الأقل ملائمة للاستعمار من بين أقمار غاليليو الأربعة. على الرغم من كل ذلك، من الممكن أن تكون براكينه مصدر طاقة للأقمار الأخرى الأكثر ملائمة للاستعمار.

### أوروبا
عرض مشروع ارتميس مقترحاً لاستعمار قمر أوروبا، حيث سيسكن العلماء في أكواخ ويقومون بحفر القشرة الجليدية لقمر أوروبا لاكتشاف أي محيط يقع تحت الأرض. وناقش التقرير أيضاً مسألة استخدام الأكياس الهوائية من أجل الاستيطان البشري.

### غانيميد
غانيميد هو أكبر أقمار النظام الشمسي، ويعد القمر الوحيد الذي يحتوي على غلاف مغناطيسي، ولكنه كذلك متأثر بالغلاف المغناطيسي لكوكب المشتري. يتلقى غانيميد ما يقارب 8 ريم من الإشعاع كل يوم.

### كاليستو
نظراً لابتعاده عن الحزام الإشعاعي الهائل لكوكب المشتري، يتعرض كاليستو فقط إلى 0.01 ريم يوميا. عندما بدأت ناسا بدراسة تحت عنوان HOPE (المفاهيم الثورية للاستكشاف البشري في الكواكب الخارجية) والتي تتعلق بمسألة الاستكشافات المستقبلية للنظام الشمسي، كان الهدف الذي تم اختياره هو قمر كاليستو، إذ من الممكن بناء قاعدة على سطحه لأنتاج الوقود من أجل المزيد من الاستكشافات في النظام الشمسي.

### طروادة المشتري
أعلن مرصد كيك في عام 2006 بأن ثنائية طروادة المشتري باتروكلوس617 والعديد من أجزاء طروادة المشتري الأخرى، من المحتمل أنها تتكون من مياه جليدية، مع وجود طبقة غبارية، وبالتالي فأن ذلك يقترح مسألة استخراج المياه والمواد المتطايرة الأخرى في المنطقة ونقلها إلى أي مكان آخر في النظام الشمسي. وربما يكون ذلك ممكناً في المستقبل القريب بواسطة الشبكة المقترحة للنقل بين الكواكب، وذلك ما قد يجعل من استعمار القمر وكوكب عطارد والكويكبات الموجودة في الحزام الرئيسي أمراً أكثر فاعلية.

## نظام كوكب زحل
قام روبرت زوبرين بوصف كل من زحل وأورانوس ونبتون على أنهم «الخليج العربي بالنسبة للنظام الشمسي»، نظراً للمصادر الهائلة من الديوتريوم وغاز الهيليوم-3 الكفيلة بالنهوض بالاقتصاد النووي، كما أن كوكب زحل يعد الأكثر قيمة من بين الثلاثة، لقربه نسبياً وانخفاض مستوى الإشعاع فيه ونظامه القمري الممتاز.

### تيتان
وصف زوبرين قمر تيتان بأنه وفير بكل العناصر الضرورية لدعم الحياة، إذ يعتبره المكان الأكثر ملائمة للاستعمار في النظام الشمسي الخارجي: «تيتان هو أكثر مكان خارجي مُضيف للاستعمار البشري في النظام الشمسي.» ويعتبر كريستوفر مكاي، وهو خبير معروف على نطاق واسع في مجال إعادة تأهيل بيئة الكواكب للحياة، باحثاً مشاركاً في مسبار هويجنز الذي هبط على سطح تيتان في يناير من عام 2005.
أن سطح تيتان غير وعر غالباً، ونستنتج من ذلك بأنه قمر يافع ونشط، كما أن من المحتمل أنه يتكون من المياه الجليدية وبحيرات من الهيدروجين السائل (الميثان/الإيثان) في مناطقه القطبية. وبما أن درجة حرارته متجمدة (95 K)، فلا بد من أن يكون قادر على تقديم الدعم للقاعدة، ولكن المزيد من المعلومات التي تخص سطح تيتان والنشاط عليه تعد ضرورية. ان غلافه الجوي السميك وطقسه، كالفيضانات الفجائية المحتملة، تعد كلها عوامل يجب أن تأخذ بنظر الاعتبار.

### إنسيلادوس
اكتشف مسبار كاسيني الفضائي التابع لوكالة ناسا، في 9 مارس من عام 2006، دليلا على أمكانية وجود مياه سائلة في إنسيلادوس.   ووفقاً لتلك لمقالة فإن: «تجاويف من المياه السائلة تتواجد بمسافات لا تزيد عن عشرات الأمتار من السطح». لقد تم تأكيد هذه الاكتشافات من قبل ناسا في عام 2014، مما يعني بأنه من الممكن جمع المياه السائلة في إنسيلادوس بطريقه أكثر سهولة وأمان من ما هي عليه في قمر أوروبا على سبيل المثال (كما هو مذكور أعلاه). أن اكتشاف المياه، وخصوصا السائلة منها، عادة ما يجعل الأجرام السماوية مرشحة بشكل أكبر بكثير للاستعمار. هنالك نموذج بديل لنشاط إنسيلادوس وهو عملية تحلل الميثان/ماء والتي تتطلب درجات حرارة أقل من انبثاق الماء السائل. تشير الكثافة العالية لقمر إنسيلادوس إلى نواة سلكية أكبر من متوسط كوكب زحل والتي قد توفر الموارد اللازمة للأنشطة المقامة في القواعد.

## أورانوس
بسبب امتلاك أورانوس أدنى سرعة إفلات من بين بقية الكواكب الغازية العملاقة الأربعة، فقد تم اقتراحه كموقع لاستخراج غاز الهيليوم-3.   واذا ما تم أثبات أهمية الأشراف البشري على النشاط الآلي، فإنه قد يصبح أحد أقمار أورانوس الطبيعية بمثابة قاعدة.

## نبتون
من المفترض أن يُستعمل أحد الأقمار التابعة لنبتون لأغراض الاستعمار. فقد أظهر سطح قمر ترايتون علامات على وجود نشاط جيولوجي واسع النطاق والذي يدل على وجود محيطات تحت السطح، والتي قد تتكون من الأمونيا/الماء.   وإذا ما تقدمت التكنولوجيا للدرجة التي تسمح بالاستفادة من مثل تلك الطاقة الحرارية الكامنة، قد يجعل ذلك من استعمار مكان منجمد كترايتون أمراً ممكناً، مدعماً بقوة الطاقة النووية.

## حزام كويبر وسحابة أورت
وصف عالم الفيزياء الشهير فريمان دايسون المذنبات بأنها الموطن الرئيسي المحتمل للحياة في الفضاء، بدلاً من الكواكب.

## الصعوبات
هنالك العديد من المشاكل في مسألة استعمار النظام الشمسي الخارجي، والتي تتضمن:
- بعد المسافة عن الأرض: أن الكواكب الخارجية أبعد بكثير عن كوكب الأرض من الكواكب الداخلية، وبالتالي فأن الوصول أليها يعتبر أصعب ويتطلب وقت أكثر. هذا بالإضافة إلى أن رحلات العودة ستكون باهظة التكلفة نظراً للوقت والمسافة.
- البرودة القارصة: درجات الحرارة تكون قريبة من الصفر المطلق في العديد من الأماكن في النظام الشمسي الخارجي.
- الطاقة: الطاقة الشمسية في النظام الشمسي الخارجي اقل تركيزاً بكثير من ما هي عليه في النظام الشمسي الداخلي. فليس من الواضح ما أذا كان من الممكن استخدامها هناك من عدمه، لذا فاستخدام المرايا المركزة والطاقة النووية سيكون أمراً ضرورياً. كما أن هنالك اقتراحات لاستخدام طاقة الجاذبية الخاصة بالكواكب والكويكبات القزمة والأقمار.
- تأثير الجاذبية المنخفضة على الجسد البشري: تمتلك جميع الأقمار التابعة للكواكب الغازية العملاقة والكويكبات القزمة جاذبية منخفضة جداً، فتعد جاذبية قمر آيو الأعلى من بينها وتبلغ (0.183 g) والتي تعتبر اقل من 1/5 جاذبية كوكب الأرض. واذا ما اخذنا بنظر الاعتبار تفضيل جميع الوكالات الفضائية ومنذ أكثر من40  سنة البقاء في مدار أرضي منخفض عوضاً عن إرسال الناس إلى القمر الأرضي لعدة شهور لاختبار تأثير الجاذبية المنخفضة على الجسد البشري، فإن علينا أن نتوقع بأن البيئات ذات الجاذبية المنخفضة قد يكون لها تأثير مشابه للغاية لمسألة التعرض لمدة طويلة لحالة انعدام الوزن؛ مع ملاحظة انه بالإمكان تجنب مثل هذا التأثيرات بخلق جاذبية اصطناعية عن طريق تدوير المراكب الفضائية.